# Láng István (tanár)
Láng István (Győr-Révfalu, 1846. augusztus 20. – Temesvár, 1920) bölcseleti doktor, állami főreáliskolai tanár.

## Élete
Az algimnáziumot Győrött elvégezvén, 1864-ben a kegyes tanítórendbe lépett, s a noviciátusi évet Vácon töltötte. A rend által Kecskemétre küldetett, ahol a főgimnáziumot 1869-ben végezte és ugyanott mint gimnáziumi tanár alkalmaztatott. 1870-ben a rendből kilépett és a pesti egyetem bölcseleti karára iratkozott be, ahol 1873-ban középiskolai tanári, 1875-ben pedig bölcseletdoktori oklevelet nyert. Tanár volt 1873-tól az éppen megnyílt somorjai polgári iskolánál, 1874-től 1876-ig a jászberényi főgimnáziumnál, 1876-tól pedig a temesvári állami főreáliskola tanára. 1877. december 12-én a torna tanításával is állandóan megbízatott, és ezt 1894. január 1-ig vezette. 1905-ben nyugalomba vonult. 1920-ban hunyt el Temesváron. Felesége kisrákói Lehotai Lehotzky Ida író és költő volt, aki született 1851. január 1-jén Kecskeméten, és 1915-ben hunyt el Temesváron. Fiuk Dr. Láng Lehel Zuárd Hugo Tibor (szül. Temesvár, 1887. április 23., ügyvéd és autómérnök, utóbbit Liège-ben végezte) unokájuk Dr. Láng György fogszakorvos (szül. Temesvár, 1918. február 1.), dédunokáik Láng Eszter képzőművész [1948. január 3, Korond (Corund, Románia)] és Láng Éva kémia-matematika szakos tanár [1950. május 16., Csíkszereda (Miercurea Ciuc, Románia)] .
Cikkei az Országos középiskolai Tanáregyesület Közlönyében, a Délmagyarországi természettudományi társulat Füzeteiben, a Magyarországi tornatanítók egyesületének Közlönyében és több fővárosi s vidéki hírlapban: Heti Posta (1868. elbeszélés), Jász-Kunság (1875. Az uj mértékről), Lehelkürt (1876. Mozaik c. cikksorozat és Nemo aláírással több elbeszélés) sat.; a jászberényi r. kath. főgymnasium Értesítőjében (1874. A képzetes számok mennyiségtana), a temesvári főreáliskola Értesítőjében (1881. A testgyakorlásról.)

## Munkái
- Delejesség és villamosság, Pest, 1872.
- A nehézkedés általános törvényének lehozása. A bölcsészettudori fok. elnyerése végett a budapesti egyetem bölcs. karához benyujtotta. Bpest, 1875.
- A régi és uj mértéknek és azok árának táblázatos átszámítása. A kereskedő és vásárló közönség számára, 48 táblával. Jászberény, 1875.
- A képzetes számok elmélete. Uo. 1877.
- Elemző betűszámtan a főreáltanodák VII. osztálya számára. Temesvár, 1877.
- A felsőbb mennyiségtan alapelemei, magánhasználatra. Uo. 1879.
- A testgyakorlás haszna és módszere. Uo. 1881.
- Az égi testek mozgásáról. uo. ...